# August Petri
Karl August Petri (1878) è stato uno schermidore tedesco, vincitore di una medaglia d'oro nella scherma ai giochi intermedi di Atene del 1906 (non riconosciuti dal CIO).